# In the Spanish Cave
In the Spanish Cave (noto anche con il titolo esteso Captain Long Brown Finger In The Spanish Cave) è il terzo album in studio della band statunitense Thin White Rope.
Il disco è stato pubblicato nel 1988 dall'etichetta Frontier.
| Recensione | Giudizio |
| ---------- | -------- |
| AllMusic   | [ 1 ]    |